# Juha Ahokas
Juha Ahokas (* 18. September 1969 in Kokkola) ist ein ehemaliger finnischer Ringer im griechisch-römischen Stil. Ahokas rang in der Klasse bis 120 kg und ist 1,89 Meter groß. Er rang für den Verein Nurmon Jymy, davor für Ilmajoen Kisailijat. Trainiert wurde Juha Ahokas von Risto Ahokas. Nach seiner langen Karriere ist er für den Weltringerverband FILA als Kampfrichter tätig.

## Wettkampfbilanz (Übersicht)
| Jahr | Turnier                        | Ort              | Platz | Stilart            | Gewichtsklasse     |
| ---- | ------------------------------ | ---------------- | ----- | ------------------ | ------------------ |
| 1987 | Junioren-Europameisterschaften | Kattowitz        | 6     | griechisch-römisch | Superschwergewicht |
| 1988 | U20-Europameisterschaften      | Wałbrzych        | 6     | griechisch-römisch | Superschwergewicht |
| 1989 | Europameisterschaften          | Oulu             | 6     | griechisch-römisch | Superschwergewicht |
| 1991 | Weltmeisterschaften            | Warna            | 11    | griechisch-römisch | Superschwergewicht |
| 1992 | Europameisterschaften          | Kopenhagen       | 4     | griechisch-römisch | Superschwergewicht |
| 1992 | Olympische Sommerspiele        | Barcelona        | 7     | griechisch-römisch | Superschwergewicht |
| 1993 | Nordic Championship            | Herning          | 2     | griechisch-römisch | Superschwergewicht |
| 1993 | Weltcup                        | Heinola          | 1     | griechisch-römisch | Superschwergewicht |
| 1994 | Europameisterschaften          | Athen            | 10    | griechisch-römisch | Superschwergewicht |
| 1994 | Weltmeisterschaften            | Tampere          | 18    | griechisch-römisch | Superschwergewicht |
| 1995 | Europameisterschaften          | Besançon         | 4     | griechisch-römisch | Superschwergewicht |
| 1995 | Weltmeisterschaften            | Prag             | 4     | griechisch-römisch | Superschwergewicht |
| 1996 | Europameisterschaften          | Colorado Springs | 4     | griechisch-römisch | Superschwergewicht |
| 1996 | Olympische Sommerspiele        | Atlanta          | 14    | griechisch-römisch | Superschwergewicht |
| 1997 | Europameisterschaften          | Kouvola          | 2     | griechisch-römisch | Superschwergewicht |
| 1997 | Baltic Games                   | Šiauliai         | 4     | griechisch-römisch | Superschwergewicht |
| 1997 | Weltmeisterschaften            | Breslau          | 7     | griechisch-römisch | Superschwergewicht |
| 1998 | FILA Turnier                   | Nikea            | 1     | griechisch-römisch | Superschwergewicht |
| 1998 | Europameisterschaften          | Minsk            | 7     | griechisch-römisch | Superschwergewicht |
| 1998 | Weltmeisterschaften            | Gävle            | 21    | griechisch-römisch | Superschwergewicht |
| 2001 | Europameisterschaften          | Istanbul         | 4     | griechisch-römisch | Superschwergewicht |
| 2001 | Weltmeisterschaften            | Patras           | 14    | griechisch-römisch | Superschwergewicht |
| 2002 | Europameisterschaften          | Seinäjoki        | 3     | griechisch-römisch | Superschwergewicht |
| 2002 | Weltmeisterschaften            | Moskau           | 15    | griechisch-römisch | Superschwergewicht |
| 2003 | Europameisterschaften          | Belgrad          | 1     | griechisch-römisch | Superschwergewicht |
| 2003 | Weltmeisterschaften            | Créteil          | 7     | griechisch-römisch | Superschwergewicht |
| 2004 | Olympische Sommerspiele        | Athen            | 17    | griechisch-römisch | Superschwergewicht |
| 2005 | Weltmeisterschaften            | Budapest         | 7     | griechisch-römisch | Superschwergewicht |
| 2006 | Europameisterschaften          | Moskau           | 2     | griechisch-römisch | Superschwergewicht |

## Internationale Erfolge
Ahokas nahm vor allem an den Europameisterschaften mit Erfolg teil. Die Goldmedaille 2003, die Silbermedaillen 1997 und 2006, sowie die Bronzemedaille 2002 zählen wohl zu seinen besten Ergebnissen. Im Einzelnen schnitt er bei verschiedenen Meisterschaften (Auswahl) wie folgt ab:
- 1992, 4. Platz, EM in Kopenhagen, GR, Ssg, hinter Alexander Karelin, Ioan Grigoraș, Rumänien und György Kékes, Ungarn
- 1993, 2. Platz, nordische Meisterschaften in Herning, GR, Ssg, hinter Tomas Johansson und vor Madis Ounapuu, Estland
- 1993, 1. Platz, Weltcup, GR, Ssg, László Klauz, Ungarn und Matt Ghaffari, USA
- 1995, 4. Platz, EM in Besançon, GR, Ssg, hinter Alexander Karelin, Saban Donat, Türkei und Sergei Mureiko, Moldawien
- 1995, 4. Platz, WM in Prag,GR, Ssg, hinter Karelin, Sergei Mureiko und Matt Ghaffari
- 1996, 4. Platz, EM in Budapest, GR, Ssg, hinter Karelin, Piotr Kotok und Sergei Mureiko und vor René Schiekel, Deutschland
- 1997, 2. Platz, EM in Kouvola, GR, Ssg, mit Siegen über Mirian Giorgadse, Georgien, Grzegorz Pieronkiewic, Polen und Heorhij Soldadse, Ukraine und einer Niederlage gegen Sergei Mureiko, Moldawien
- 1997, 4. Platz, Baltische Spiele in Šiauliai, hinter Sergei Silitsch, Dimitry Debelka, beide Belarus und Alexei Kolesnikow, Russland
- 2001, 4. Platz, EM in Istanbul, GR, Ssg, hinter Mihály Deák Bárdos, Ungarn, Fatih Bakir, Türkei und Sergei Mureiko
- 2002, 3. Platz, EM in Seinäjoki, GR, Ssg, mit Siegen über David Vála, Tschechien, Josip Matkovic, Kroatien und Yuori Evseytschik, Israel  und einer Niederlage gegen Juri Patrikejew, Russland
- 2003, 1. Platz, EM in Belgrad, GR, Ssg, mit Siegen über Eddy Bengtsson, Giuseppe Giunta, Italien, Roe Kleive, Norwegen, Xenofon Koutsioubas, Griechenland und Mihály Deák Bárdos
- 2006, 2. Platz, EM in Moskau, GR, Ssg, mit Siegen über Rocco Ficara, Italien, Marek Mikulski, Polen und Chassan Barojew und einer Niederlage gegen İsmail Güzel, Türkei

## Finnische Meisterschaften
- 1988, 3. Platz, GR, bis 100 kg, hinter Heikki Jantunen und Jukka Hellgren
- 1989, 1. Platz, GR, bis 130 kg, vor Veli-Matti Vaarala und Pentti Mäkelä
- 1990, 1. Platz, GR, bis 130 kg, vor Veli-Matti Vaarala und Mika Vouri
- 1992, 1. Platz, GR, bis 130 kg, vor Keijo Manni und Heikki Stark
- 1993, 1. Platz, GR, bis 130 kg, vor Pekka Moliis und Janne Virtanen
- 1994, 1. Platz, GR, bis 130 kg, vor Jukka Hellgren und Janne Virtanen
- 1995, 1. Platz, GR, bis 130 kg, vor Veli-Matti Vaarala und Janne Virtanen
- 1996, 1. Platz, GR, bis 130 kg, vor Veli-Matti Vaarala und Janne Virtanen
- 1997, 1. Platz, GR, bis 125 kg, vor Janne Virtanen und Veli-Matti Vaarala
- 1998, 1. Platz, GR, bis 130 kg, vor Jari Kortesmäki und Kari Lehtinen
- 2001, 1. Platz, GR, bis 130 kg, vor Jani Manni und Tuomas Kilpiniemi
- 2002, 1. Platz, GR, bis 125 kg, vor Tuomas Kilipniemi und Risto Jeronen
- 2003, 1. Platz, GR, bis 120 kg, vor Mikko Ylä-Poikelus und Jarmo Pöyry
- 2004, 1. Platz, GR, bis 120 kg, vor Mikko Ylä-Poikelus und Martti Mäki-Hakola
- 2005, 1. Platz, GR, bis 120 kg, vor Mikko Ylä-Poikelus und Jani Manni
- 2006, 1. Platz, GR, bis 120 kg, vor Mikko Ylä-Poikelus und Rauli Kärpänen
- 2007, 5. Platz, GR, bis 120 kg, hinter Juha Matti-Eskola, Jari Kauppinen, Hannu Kulmala und Heikki Haapa-aho